# Mill Spring (Misuri)
Mill Spring es una villa ubicada en el condado de Wayne en el estado estadounidense de Misuri. En el Censo de 2010 tenía una población de 189 habitantes y una densidad poblacional de 165,85 personas por km².

## Geografía
Mill Spring se encuentra ubicada en las coordenadas 37°3′54″N 90°40′40″O / 37.06500, -90.67778. Según la Oficina del Censo de los Estados Unidos, Mill Spring tiene una superficie total de 1.14 km², de la cual 1.14 km² corresponden a tierra firme y (0%) 0 km² es agua.

## Demografía
Según el censo de 2010, había 189 personas residiendo en Mill Spring. La densidad de población era de 165,85 hab./km². De los 189 habitantes, Mill Spring estaba compuesto por el 96.83% blancos, el 1.06% eran afroamericanos, el 0% eran amerindios, el 0% eran asiáticos, el 0% eran isleños del Pacífico, el 0.53% eran de otras razas y el 1.59% pertenecían a dos o más razas. Del total de la población el 0.53% eran hispanos o latinos de cualquier raza.